# 池田光夫
池田 光夫（いけだ みつお、1927年 - 2002年6月13日）は、日本のバンドネオン奏者。タンゴ楽団『池田光夫とロス・アミーゴス』代表

## 略歴
1927年生まれ。東京都荒川区育ち。若いころより、ギターやピアノを演奏していた。1948年より、バンドネオンを演奏するようになった。
1950年より、プロのバンドネオン奏者として活動を始めた。オルケスタ・ティピカNHKの指揮者となった。『早川真平とオルケスタ・ティピカ東京』にも参加した。1974年、『池田光夫とロス・アミーゴス』を結成した。1985年には、アルゼンチンのホセ・コランジェロ楽団との共演を行い文化庁芸術祭賞を受賞した。2001年頃まで活躍した。『日本のバンドネオン奏者第一人者』と紹介されることもある。
ポップスでも大瀧詠一の「それはぼくぢゃないよ」や「タマゴのタンゴ」（旭化成CMソング）やNOKKOの「CRYING ON MAONDAY」(「人魚」のカップリング曲)等に参加した。
2002年6月13日死去。

## CD
- 華麗なるタンゴ（1996年）